# Список потерянных Ан-12
По данным сайта Aviation Safety Network по состоянию на 27 марта 2025 года в общей сложности в результате катастроф и серьёзных аварий были потеряны 250 самолётов Ан-12. Ан-12 пытались угнать два раза, при этом погибло 26 человек. Всего в этих происшествиях погибло 1976 человек.

## Список
| Дата     | Бортовой номер                            | Место катастрофы                                            | Жертвы        | Описание |
| -------- | ----------------------------------------- | ----------------------------------------------------------- | ------------- | --- |
| н. д.    | T-1201                                    | н. д.                                                       | н. д.         | Борт ВВС Индонезии. Разбился. |
| н. д.    | 12172                                     | н. д.                                                       | н. д.         | Борт ВВС СССР. Уничтожен до 1994 года. |
| н. д.    | 11815                                     | Массауа                                                     | 0/н. д.       | Борт ВВС СССР. Повреждён до степени списания при посадке. |
| н. д.    | T-1204                                    | н. д.                                                       | н. д.         | Борт ВВС Индонезии. Разбился. |
| н. д.    | T-1206                                    | н.д.                                                        | н.д.          | Борт ВВС Индонезии. Разбился. |
| 26.06.58 | н. д.                                     | Москва                                                      | 0/н. д.       | Лётный прототип Ан-12. При показательном полёте на малой высоте задел поверхность и получил повреждения. |
| 31.01.59 | н. д.                                     | у Витебска                                                  | 5/6           | Отказ двигателя после отрыва и переход винта в режим авторотации. Экипаж с управлением не справился. Самолёт накренился вправо и зацепил правой плоскостью земляной бруствер, отбил часть плоскости, перевернулся и разрушился. |
| 28.11.59 | н. д.                                     | Иркутск                                                     | 10/10         | Борт ВВС. Рассоединение тяги элерона или пожар. |
| 05.08.61 | BL536                                     | Чандигарх                                                   | н. д.         | Борт ВВС Индии. На пробеге подломилась стойка шасси, после чего начался пожар. |
| 22.11.62 | н. д.                                     | у Витебска                                                  | 1/н. д.       | Экипаж выполнял заход на посадку ночью при минимуме погоды. Самолёт врезался в землю, не долетая до БПРМ. |
| 23.12.62 | 11406                                     | у Норильска                                                 | 7/8           | Врезался в гору. Выжил только кормовой стрелок. |
| 02.04.63 | 11338                                     | Магадан                                                     | н. д.         | Ошибки экипажа при взлёте с заснеженной полосы. Самолёт получил повреждения и был списан. |
| 16.07.63 | BL734                                     | Дели                                                        | 2/н. д.       | Борт ВВС Индии. Разбился при посадке. |
| 07.12.63 | 11347                                     | Киренск                                                     | н. д.         | При взлёте отказали двигатели № 1 и № 2, воздушные винты не зафлюгировались, самолёт рухнул на землю. |
| 16.10.64 | T-1202                                    | Палембанг                                                   | 3/16          | Борт ВВС Индонезии. Разбился. |
| 07.07.65 | н. д.                                     | Каир                                                        | 30/31         | Борт ВВС, 363 ВТАП. Ошибка экипажа — в процессе уборки закрылков самолёт перешёл в снижение и потерял высоту. Выжил воздушный стрелок. |
| 11.09.65 | 11337                                     | у Улан-Удэ                                                  | 8/8           | Разбился при посадке — экипаж неправильно настроил высотомер. |
| 1966     | 901207                                    | Тюмень                                                      | 0/н. д.       | При разбеге забыли снять стояночный тормоз, самолёт не набрал взлётную скорость и скатился в овраг. |
| 12.01.66 | н. д.                                     | близ Мелитополя                                             | 6/6           | Борт ВВС, 25 ВТАП. Тренировочный полёт, вскоре после взлёта вошёл в левую спираль и разбился, причина не установлена. |
| 05.05.66 | н. д.                                     | близ Джанкоя                                                | 6/6           | Борт ВВС, 369 ВТАП. Тренировочный полёт, имитация отказа двигателя, самолёт накренился и разбился в перевёрнутом положении. |
| 14.01.67 | 04343                                     | Новосибирск                                                 | 6/6           | Загорелся и взорвался после вынужденной посадки, вызванной пожаром в грузовом отсеке. |
| 09.02.67 | CU-T827                                   | Мехико                                                      | 10/10         | Разбился. Возможно, ошибки экипажа. |
| 06.03.67 | 11007                                     | Салехард                                                    | 5/6           | Ан-12Б. Вошёл в срывной режим и разбился сразу после взлёта на территории аэродрома. Причиной катастрофы явились ошибочные действия экипажа — взлёт с убранными закрылками. |
| 04.06.67 | 04366                                     | Благовещенск                                                | 0/н. д.       | При посадке серьёзно повредил стойки лыжного шасси, был списан. |
| 05.06.67 | 1217?                                     | Луксор                                                      | 0/0           | Борт ВВС Египта. Уничтожен на стоянке в ходе 6-дневной войны. |
| 05.06.67 | 1218?                                     | Луксор                                                      | 0/0           | Борт ВВС Египта. Уничтожен на стоянке во ходе 6-дневной войны. |
| 30.06.67 | н. д.                                     | Владимирская область, Киржачский район, близ дер. Митино    | 9/9           | Борт НИИ автоматических устройств. Экспериментальное десантирование БМД-1 из самолёта, который пилотировал заслуженный лётчик-испытатель СССР Степан Георгиевич Петухов. В процессе сброса груза методом вытягивания БМД вытяжным парашютом боевую машину заклинило в грузовой кабине и оторван хвост самолёта. |
| 02.12.67 | н. д.                                     | у Будапешта                                                 | 7/7           | Борт ВВС, 339 ВТАП. После взлёта с аэродрома «Текель» и набора высоты 150 м самолёт перешёл на снижение, задел правой плоскостью крыла железнодорожную насыпь, столкнулся с землёй и разрушился. Вероятная причина — перегруз или обледенение. |
| 29.01.68 | 11015                                     | Якутск                                                      | 0/н. д.       | Списан после грубой посадки. |
| 07.02.68 | BL534                                     | перевал Рохтанг                                             | 98/98         | Борт ВВС Индии. Врезался в гору при полёте в сложных метеоусловиях. |
| 26.08.68 | н. д.                                     | Зволен                                                      | 6/6           | Борт ВВС, 374 ВТАП. При заходе на посадку во время операции «Дунай» был обстрелян с земли, загорелся 4-й двигатель. Самолёт накренился и потерял высоту. |
| 02.11.68 | 11349                                     | близ Ленска                                                 | 6/6           | Причины неизвестны. |
| 09.01.69 | н. д.                                     | Куйбышев (?)                                                | 6/6           | Борт ВВС, 363 ВТАП. Летел в группе из нескольких Ан-12, перешёл в резкое снижение и разрушился в воздухе. Возможно, попал в спутный след впереди идущего самолёта. |
| 03.06.69 | н. д.                                     | близ Пскова                                                 | 7/7           | Борты ВВС, 334 ВТАП. Лобовое столкновение в ходе выполнения тренировочных полётов. Руководитель полётов в нарушение плановой таблицы дал разрешение одному борту на проход над ВПП, когда другой выполнял заход на посадку со встречным курсом. Самолёты столкнулись на высоте 350—400 м в 3,5 км от ВПП. Оба экипажа погибли. |
| 03.06.69 | н. д.                                     | близ Пскова                                                 | 7/7           | Борты ВВС, 334 ВТАП. Лобовое столкновение в ходе выполнения тренировочных полётов. Руководитель полётов в нарушение плановой таблицы дал разрешение одному борту на проход над ВПП, когда другой выполнял заход на посадку со встречным курсом. Самолёты столкнулись на высоте 350—400 м в 3,5 км от ВПП. Оба экипажа погибли. |
| 23.06.69 | 08525                                     | близ Юхнова                                                 | 24+96/96      | Борт ВВС, 600-й ВТАП, перевозил военнослужащих 108-го гв. пдп 7-й гвардейской воздушно-десантной дивизии по маршруту Кедайняй — Рязань. Из-за сильной турбулентности опустился на сто метров ниже и на высоте около 2900 метров столкнулся с Ил-14, пилот которого самовольно, нарушая команду диспетчера, при проходе облачности поднялся на 200 метров выше положенного эшелона 2700 метров. Все находившиеся на борту обоих самолётов погибли, включая 91 десантника. |
| 25.06.69 | 11380                                     | Мирный                                                      | 0/н. д.       | При посадке разрушилась правая основная стойка шасси. |
| 13.08.69 | 11018                                     | Новосибирск                                                 | 4/6           | Отказ техники. |
| 08.09.69 | 11377                                     | Амдерма                                                     | 5/8           | У совершившего посадку перехватчика Ту-128 (зав. номер 5035504) на пробеге произошло самопроизвольное складывание правой стойки шасси. Самолёт уклонился вправо, выкатился на боковую полосу безопасности и продолжил движение, всё более уклоняясь вправо. Затем в 21:47 он на скорости столкнулся с носовой частью стоявшего на предварительном старте Ан-12. Оба самолёта сгорели. Выжили двое сопровождающих груз. |
| 01.10.69 | н. д.                                     | близ Пскова                                                 | 6/7           | Борт ВВС. В сложных метеоусловиях догнал другой Ан-12, у которого был ведомым, и столкнулся с его кормой. Стволы пушек пробили кабину, убив командира. Помощник КВС самостоятельно выпрыгнул с парашютом, бросив остальной экипаж, и неуправляемый самолёт упал. Помощник КВС осуждён судом на 8 лет. |
| 13.11.69 | 11376                                     | близ Амдерма                                                | 9/9т          | Самолёт Аэрофлота, Управление Полярной авиации. Столкнулся с землёй с большим креном в процессе выполнения четвёртого разворота в 15 км от ВПП. Никаких аварийных докладов от экипажа не поступало. Причина в то время не была установлена, только в 1971 году высказано предположение, что произошёл «клевок» в условиях обледенения из-за конструктивных недостатков самолёта. |
| 06.12.69 | 11381                                     | у Хатанги                                                   | 8/8           | Разбился при заходе на посадку из-за сильного обледенения. |
| 26.02.70 | 12966                                     | Берёзово                                                    | 0/н. д.       | При посадке в условиях тумана приземлился до начала ВПП. |
| 01.10.70 | 11031                                     | Мыс-Каменный                                                | 8/8           | Разбился при взлёте из-за отказа двух двигателей и падения мощности третьего. |
| 28.10.70 | н. д.                                     | близ Иваново                                                | 6/6           | Борт ВВС, 229 ВТАП. Задел деревья при заходе на посадку в снегопад, упал и загорелся. Экипаж погиб. |
| 22.01.71 | 11000                                     | у Сургута                                                   | 13/13         | Из-за обледенения крыла при заходе на посадку потерял управление и разбился в 18 км от ВПП. Краны отбора воздуха от двигателей были неполностью открыты, что сделало неэффективной работу противообледенительной системы. |
| 31.01.71 | 12996                                     | у Сургута                                                   | 7/7           | Из-за обледенения крыла при заходе на посадку потерял управление и разбился в 14 км от ВПП. Краны отбора воздуха от двигателей были неполностью открыты, что делало работу ПОС неэффективной. |
| 16.02.71 | 11374                                     | у Воркуты                                                   | 0/5           | Сложные метеоусловия, ошибка экипажа. |
| 25.05.71 | 11024                                     | Батагай                                                     | н. д.         | Грубая посадка. |
| 29.07.71 | 12993                                     | Калькутта                                                   | 0/7           | В условиях дождя и плохой видимости совершил посадку, не долетев до ВПП. |
| 16.08.71 | BL918                                     | Ахмеднагар                                                  | 11/н. д.      | Борт ВВС Индии. Врезался в холм во время учебного бомбометания. |
| 06.12.71 | н. д.                                     | у Мелитополя                                                | н. д.         | В условиях ограниченной видимости экипаж ошибочно посчитал, что нагнал ведущий Ан-12 и сбросил скорость. Одновременно с этим самолёт попал в спутный след ведущего, из-за чего потерял управление и разбился. |
| 1972     | н. д.                                     | н. д.                                                       | н. д.         | Борт ВВС. Столкнулся с холмом. |
| 26.05.72 | н. д.                                     | у Паневежиса                                                | 5/6           | Ан-12АП. Борт ВВС, 128 ВТАП (Паневежис). В условиях ночного полёта в плохую погоду экипаж утратил контакт с ведущим самолётом. Экипаж занялся установлением визуального контакта с ведущим, перестав при этом контролировать высоту, и самолёт её потерял. Причина катастрофы — ошибка экипажа. |
| 23.10.72 | н. д.                                     | у Тулы                                                      | 20/20         | Столкнулись два борта ВВС: 8 ВТАП, который перевозил личный состав из Сещи в Клоково и заходил на посадку, и 374 ВТАП, выполнявший тренировочный полёт. Причиной явились ошибочные команды РП в эфир по причине отказа наземного локатора (аварийное отключение электроэнергии) и невыдерживание экипажем Ан-12 8 ВТАП установленного маршрута захода на посадку. |
| 23.10.72 | н. д.                                     | у Тулы                                                      | 7/7           | Столкнулись два борта ВВС: 8 ВТАП, который перевозил личный состав из Сещи в Клоково и заходил на посадку, и 374 ВТАП, выполнявший тренировочный полёт. Причиной явились ошибочные команды РП в эфир по причине отказа наземного локатора (аварийное отключение электроэнергии) и невыдерживание экипажем Ан-12 8 ВТАП установленного маршрута захода на посадку. |
| 21.11.72 | 11360                                     | Воркута                                                     | 0/8           | Приземлился за 140 метров до ВПП и скатился в овраг. |
| 22.12.72 | н. д.                                     | у Деллиса                                                   | 11/11         | Борт ВВС ВМФ, 327 ОТАП. В сложных метеоусловиях экипаж отклонился от маршрута и врезался в гору. |
| 17.02.73 | 11341                                     | Амдерма                                                     | н. д.         | Списан после грубой посадки. |
| 25.04.73 | н. д.                                     | у Кривого Рога                                              | 6/6           | Борт ВВС, 363 ВТАП. Экипаж неправильно настроил высотомер, при снижении самолёт коснулся земли и врезался в ЛЭП. |
| 02.10.73 | 12967                                     | у Магадана                                                  | 10/10         | При уходе на второй круг экипаж отклонился от стандартной схемы. Самолёт столкнулся со склоном холма в 13,7 км от ВПП и в 5,6 км правее её оси. |
| 07.01.74 | н. д.                                     | у Витебска                                                  | 17/н. д.      | Борт ВВС, 334 ВТАП. Разбился при заходе на посадку из-за обледенения, ошибка экипажа. |
| 01.05.74 | 12950                                     | Станция СП-22                                               | 1/16          | При поспешном взлёте столкнулся с ледяной вершиной, упал и загорелся. |
| 18.10.74 | 11030                                     | у Енисейска                                                 | 1/н. д.       | При посадке в сложных метеоусловиях просел ниже глиссады и разбился в 2 км от ВПП, погиб штурман. |
| 04.12.74 | 12985                                     | Иркутск                                                     | 13+0/5        | Из-за ошибки служб УВД при пролёте над ВПП столкнулся с взлетающим Ан-2, совершил аварийную посадку в районе ДПРМ. |
| 14.08.75 | н. д.                                     | Фергана                                                     | 6/6           | Ан-12БП. Борт ВВС, 192 ВТАП (Укурей). Самолёт вследствие перегруза не смог набрать высоту. В процессе уборки закрылков самолёт, не имея запаса скорости, дал просадку и на удалении 5 км от ВПП ударился о землю, разрушился и сгорел. Закрылки были убраны рано, до набора необходимой высоты — не менее 150 м от поверхности. Экипаж в корыстных целях вступил в сделку с гражданскими лицами и перегрузил самолёт их грузом. |
| 15.12.75 | 11005                                     | Фергана                                                     | 0/н. д.       | При взлёте экипаж случайно убрал шасси до отрыва от ВПП, самолёт списали. |
| ??.12.75 | LZ-BAA                                    | Куфра                                                       | 0/н. д.       | Списан после грубой посадки с последовавшим за ней выкатом с ВПП. |
| 21.01.77 | н. д.                                     | Новгородская область                                        | 8/8+1         | Борт ВВС, 117 ОАП РЭБ. Во время учений ПВО самолёт-постановщик помех Ан-12ППС столкнулся с Су-11 из-за плохой организации полётов. Экипаж Ан-12 и пилот истребителя погибли. |
| 22.02.77 | н. д.                                     | Ростов-на-Дону                                              | 6/7           | Борт ВВС, 535 ОСАП (Ростов-на-Дону). При выполнении посадки на предпосадочной прямой после аварийной остановки одного из двигателей командир ошибочно вручную зафлюгировал винт другого двигателя. Самолёт перешёл в сваливание и с креном упал в рощу в районе дачного посёлка примерно в 1 км от торца ВПП. |
| 13.05.77 | SP-LZA                                    | у Бейрута                                                   | 9/9           | При посадке столкнулся с ЛЭП и деревьями. |
| 1978     | 11125                                     | н. д.                                                       | 0/0           | Подвергся химической коррозии от кислоты, вылившейся из ёмкости, которая была повреждена при погрузке на борт. |
| 09.10.78 | н. д.                                     | Тэсэнэй.                                                    | 10/10         | Борт ВВС, при подлёте к г. Тэсэнэй сбит двумя ракетами ПЗРК «Стрела». Был приписан к авиабазе Джанкой, Крым. |
| 19.11.78 | н. д.                                     | у Леха                                                      | 1+77/77       | Борт ВВС Индии. При заходе на посадку на высокогорный аэродром столкнулся с хижиной, в которой находилась местная жительница, после чего загорелся. |
| 23.08.79 | 12963                                     | у Енисейска                                                 | 11/16         | Через 2 часа 18 минут после взлёта во время крейсерского полёта на высоте 7800 м остановились все четыре двигателя из-за воды в топливе. Самолёт упал в тайгу. |
| 09.12.79 | н. д.                                     | близ Чирчика                                                | 6/н. д.       | Ан-12АП. Борт ВВС, 37 ВТАП (Арциз). В процессе снижения и разворота для посадки на а/д Ташкент-Восточный самолёт столкнулся с горой, разрушился и частично сгорел. Выполнял перевозку членов комиссии, направлявшихся на а/д Кокайты для расследования поломки другого Ан-12, случившейся в тот же день. Причиной катастрофы явилась плохая подготовка экипажа к полёту. |
| 07.01.80 | 10978                                     | близ Кабула                                                 | 1/7           | Самолёт Ан-12БП 194 ОВТАП (Фергана). Перелёт по маршруту Фергана — Термез — Кабул. При посадке на АЭР Кабул вышел из четвёртого разворота выполнен на удалении 12 км вместо установленных схемой 20 км. Пролёт торца ВПП на повышенной скорости, посадка с большим перелётом, выкат за пределы ВПП на 660 метров и столкновение с препятствием. В результате разрушения носовой части самолёта погиб штурман. |
| 28.10.80 | 11104                                     | близ Кабула                                                 | 6/6           | Столкнулся с горой Вапси-Карнибаба в 25 км от аэропорта. Экипаж снизился ниже минимально безопасной высоты при заходе на посадку в СМУ. Перевозил оборудование. |
| 28.04.82 | 11107                                     | Новый Уренгой                                               | 0/7           | При взлёте экипаж не застопорил механизм поворота передней стойки шасси, самолёт выкатился за БПБ, столкнулся с насыпью РД, потерял основные опоры шасси, разрушился и сгорел. Экипаж не пострадал. |
| 24.08.82 | н. д.                                     | Читинская область, близ Читы                                | 1/7           | Самолёт Ан-12БП 192-го транспортного полка, АЭР. Укурей. Ночной вылет на бомбометание на полигон. Через 1 час 57 мин. произошло самопроизвольное выключение двигателей № 1 и № 2 с автоматическим флюгированием воздушных винтов. Из-за недостатка мощности работающих двигателей экипаж продолжал полёт со снижением на запасной аэродром Чита. Через 16 мин. 19 сек. выключился двигатель № 3, а ещё через 27 сек — двигатель № 4. Экипаж покинул самолёт на парашютах. Командир покинул самолёт последним. Из-за малой высоты парашют не наполнился и он погиб. Самолёт был заправлен некондиционным топливом с примесью воды. |
| 16.11.82 | н. д.                                     | близ Иванова                                                | 7/7           | Ан-12БП. Самолёт вошёл в глубокую спираль с вертикальной скоростью снижения 50 м/с. На удалении 5800 м от аэродрома в 1100 м левее оси ВПП самолёт столкнулся с землёй, разрушился и сгорел. |
| 15.02.83 | 30                                        | Джелалабад                                                  | 11/11         | При заходе на посадку был поражён ракетой класса «земля-воздух». |
| 02.07.83 | н. д.                                     | Джелалабад                                                  | 8/8           | При взлёте был обстрелян с земли из ДШК. От попадания пуль вышел из строя двигатель № 4. Самолёт потерял управление, столкнулся с землей, взорвался и сгорел. Перевозил стройматериалы, карбид и колючую проволоку в бухтах. |
| 16.09.83 | н. д.                                     | Баграм                                                      | 2+6/7         | При заходе на посадку был обстрелян с земли, получил повреждения шасси. После касания с ВПП сошёл с неё и столкнулся с двумя Ми-6. В результате возгорания погибли 6 членов экипажа из 7, спасся только воздушный стрелок. Кроме этого, погибли два человека из экипажа вертолёта. |
| 11.11.83 | н. д.                                     | Буревестник, о. Итуруп                                      | более 30      | Ночь, СМУ. Пара Ан-12 257 ОСАП (Хабаровск) обеспечивала сопровождение 41-го ИАП ПВО по учениям. Перелёт по маршруту: Буревестник-Сокол. Пассажиры на борту — порядка 30 человек и груз — 20 ракет «воздух-воздух». При взлёте самолёт попал в снежный заряд. В условиях плохой видимости, сильного обледенения, и при невключенных гироприборах самолёт через 3 минуты после взлёта столкнулся с землей, разрушился и сгорел. Все находившиеся на борту погибли. Поиски самолёта результатов не дали, обломки были обнаружены случайно через два месяца экипажем пролетающего вертолёта. Причина авиакатастрофы — человеческий фактор. |
| 21.11.83 | н. д.                                     | Смоленск                                                    | 9             | Экипаж 20 ОТАЭ 46 ВА ВГКСН выполнял тренировочный полёт по кругу в сложных метеоусловиях. В результате обледенения самолёт потерял управляемость и вскоре после выполнения четвертого разворота при снижении на посадку столкнулся с землей рядом с деревней Синьково примерно в 10 км от торца ВПП аэродрома Смоленск-Северный. |
| 15.01.84 | 1506                                      | Тэсэнэй                                                     | 26/н. д.      | Борт ВВС Эфиопии. Уничтожен партизанами. |
| 18.01.84 | 11429                                     | у Мазари-Шарифа                                             | 8/8           | Борт ВВС, 930 ВТАП. Был поражён ракетой, попавшей в левое крыло, разбился при попытке вынужденной посадки. Перевозил боеприпасы из Кандагара. |
| 11.02.84 | н. д.                                     | Куэнка Сул                                                  | н. д.         | Был сбит повстанцами. |
| 16.02.84 | 1509                                      | Аддис-Абеба                                                 | 36/4          | Борт ВВС Эфиопии. Списан после попытки угона. |
| 04.08.84 | 10232                                     | у Навабшаха                                                 | 24/24         | Ан-12Б, самолёт и экипаж 327 ОТАП ЦП МА ВМФ (Остафьево). Спецрейс по перевозке пассажиров и груза по маршруту Асмэра — Эль-Анад — Карачи — Ташкент — Остафьево. После взлёта в аэропорту Карачи через 45 мин. связь с самолётом прекратилась. Самолёт попал в зону сильнейшей турбулентности и града, получил повреждения обтекателя РЛС и маслорадиаторов двигателей. Отключив первый и третий двигатели, экипаж пытался выйти под облака, но при экстренном снижении развалился на части из-за нерасчётных перегрузок и скорости. Обломки самолёта упали в районе населённого пункта Навабшаш (Пакистан). Погибли: экипаж 8 человек и пассажиры — 15 военнослужащих 145-й ОПЛАЭ ВВС БФ (АЭР Скултэ) |
| 24.08.84 | LZ-BAD                                    | Аддис-Абеба                                                 | 0/9           | Заходил на посадку с превышенной скоростью, коснулся ВПП на её последней трети, после чего сошёл с неё. |
| 27.08.84 | Союз Советских Социалистических Республик | Читинская область                                           | 5/6           | Самолёт Ан-12БП 192-го транспортного полка, АЭР Укурей. Полёт по маршруту в боевом порядке «поток пар». Через 1 ч 16 мин после взлёта произошёл последовательный отказ двигателей № 2, 1 и 4. После их выхода из строя экипаж начал тянуть на запасной аэродром Чита. Из-за недостатка тяги одного оставшегося двигателя КВС принял решение о вынужденной посадке в степи на брюхо. В процессе приземления самолёт получил повреждения и загорелся. Весь экипаж, за исключением кормового стрелка, погиб. Причина катастрофы — некондиционное топливо. |
| 19.09.84 | D2-EAD                                    | н. д.                                                       | н. д.         | Борт правительства Анголы. Разбился. |
| 15.10.84 | 11405                                     | Хост                                                        | 1/8           | Во время разгрузки на аэродроме подвергся миномётному обстрелу, члены экипажа получили ранения. |
| 11.07.85 | 12146 в\ч 23229 Тузель                    | у Кандагара                                                 | 13/13         | Борт ВВС, 111 ОСАП. После взлёта экипаж, не набрав безопасную высоту, сразу взял курс на Шинданд. Самолёт был сбит выстрелом ПЗРК Блоупайп. Погибли 14 человек. |
| 12.07.85 | н. д.                                     | Кандагар                                                    | 14+0/0        | Борт ВВС. При заходе на посадку самолёт был обстрелян из стрелкового оружия и получил повреждения. При посадке он сошёл с ВПП, столкнулся с препятствием и загорелся. Экипаж покинул борт. При тушении произошёл взрыв боеприпасов, которые находились в грузовом отсеке. Погибло 14 военнослужащих на аэродроме посадки, бросившихся тушить аварийный самолёт. |
| 25.09.85 | 69321                                     | близ Харькова                                               | 9/9           | Пожар на борту из-за утечки топлива, приведший к разрушению крыла. |
| 25.11.85 | 11747                                     | Луассинга                                                   | 23/23         | Борт ВВС. Был сбит выстрелом трофейного ЗРК Стрела-1, произведённым бойцами спецподразделения ЮАР. На борту находились советские военные советники и ангольские офицеры. |
| 25.03.86 | 11795                                     | Омск                                                        | 9/9           | При заходе на посадку в погодных условиях ниже минимума экипаж снизился ниже ПМВ. Самолёт стал приземляться с недолётом, столкнулся с тремя пилонами огней визуальной индикации глиссады, перевернулся и загорелся. |
| 03.05.86 | 12962                                     | Земля Франца-Иосифа                                         | 0/н. д.       | Совершил посадку, не долетев до ВПП ледового аэродрома в 54 км севернее острова Греэм-Белл. Во время транспортировки к месту ремонта самолёт провалился под лёд и затонул. |
| 28.06.86 | н. д.                                     | Ейск                                                        | 10/10         | Борт ВВС, 535 ОСАП (Ростов-на-Дону). Перевозка авиационных боеприпасов. Упал сразу после взлёта в 1 км от ВПП и правее неё. При подготовке к полёту забыли разблокировать один из элеронов, по другой версии — асимметричная тяга из-за неполадок с двигателем № 3. На месте падения самолёта возник сильный пожар. |
| 06.08.86 | н. д.                                     | около Иркутска                                              | 6/6           | Ан-12, принадлежал ОСАЭ ДА ВВС (Иркутск). Полёт ночью на радиотехнический и визуальный поиск объектов, имитацию выброски парашютистов с заходом на посадку в закрытой кабине. Через 3 минуты 30 секунды после взлёта экипаж доложил РП о засветке на экране РЛС (грозовая деятельность) и прекратил выполнение задания. Получив команду на снижение до 900 м по давлению аэродрома, экипаж не выполнил перестановку барометрического давления на высотомерах и занял эшелон 900 м при шкале давления 760 мм рт. ст., что фактически соответствовало высоте 120 м над рельефом местности. Получив команду на снижение до 800 метров после третьего разворота, экипаж приступил к снижению, в результате которого врезался в деревья. Самолёт разрушился и сгорел, весь экипаж погиб. |
| 29.11.86 | н. д.                                     | Кабул                                                       | 31/31         | Борт ВВС, 50 ОСАП 40А. При наборе высоты самолёт был поражён выстрелом из ПЗРК «Стингер». Самолёт уничтожен взрывом сдетонировавшего груза боеприпасов. Все находившиеся на борту погибли. |
| 13.01.87 | н. д.                                     | Асмэра                                                      | 54/54         | Борт ВВС Эфиопии. Разбился при попытке возврата на аэродром вылета. |
| 07.02.87 | 11378                                     | Свердловск                                                  | н. д.         | Повреждён до степени списания. |
| 12.07.87 | н. д.                                     | Кандагар                                                    | н. д.         | После приземления был обстрелян. Самолёт выкатился с ВПП на минное поле, после чего сгорел. |
| 07.09.87 | 12971                                     | Омск                                                        | н. д.         | Повреждён до степени списания. |
| 19.10.87 | 12162                                     | Комсомольск-на-Амуре                                        | 9/9           | При взлёте с покрытой снегом ВПП заводского аэродрома Дзёмги, ночью, в условиях сильного попутного ветра и мокрого снегопада, оторвался от ВПП в 500 м от её конца с трёх точек одновременно. Пролетев торец ВПП, самолёт ударился о две машины радиотехнического оборудования аэродрома, затем об аэродромное ограждение, после чего врезался в гараж, где находились автомобили с топливозаправщиками, и взорвался. Причина авиакатастрофы — плохое состояние аэродромного покрытия (снег), перегруз на 5 тонн. |
| 21.10.87 | н. д.                                     | Кабул                                                       | 18/19         | Борт ВВС, 50 осап 40А. При взлёте в сложных метеоусловиях столкнулся с Ми-24, который находился на ВПП. В результате возгорания погибли 6 членов экипажа из 7, спасся только воздушный стрелок. |
| 08.03.88 | н. д.                                     | Ариза                                                       | 5+9/9         | Разбился вследствие пожара двигателя. |
| 08.08.88 | н. д.                                     | Ейский лиман                                                | 24/50         | Борт ВВС, 535 ОСАП (Ростов-на-Дону). Самолёт длительное время не эксплуатировался. Первым рейсом после перерыва стал короткий перелёт для перевозки группы лётчиков-инструкторов с партсобрания. В полёте борттехник переключил подачу топлива от напольных баков, которые были заправлены давно и не использовались. Керосин в них отстоялся и содержал воду. На предпосадочной прямой в 3-4 км от ВПП все четыре мотора поочерёдно остановились. Экипаж попытался совершить вынужденную посадку в лимане Азовского моря на мелководье. Самолёт стойками выпущенных шасси задел воду и клюнул носом. При ударе об воду и дно фюзеляж раскололся и частично погрузился в воду. Грузовой отсек, где находилось большинство пассажиров, заполнило водой, перемешанной с керосином. Это был самолёт-лаборатория, не приспособленный для перевозки пассажиров. Внутри салона стояло оборудование, которое сорвало при ударе, что стало главной причиной гибели людей. |
| 27.08.88 | 04                                        | Кабул                                                       | н. д.         | Борт ВВС. На стоянке в самолёт попала ракета, выпущенная душманами. |
| 01.09.88 | н. д.                                     | Астраханская область, аэродром Приволжский                  | 8/8           | Борт ВВС Ан-12БК-ППС 117 ОАП РЭБ (Шауляй). Экипаж на постановщике помех откомандирован для обеспечения учений дивизии ПВО. Потеря управления вследствие грубого нарушения схемы захода на посадку (так называемый «афганский заход»), из-за переоценки экипажем своих возможностей, при пассивности РП. Самолёт был введён в режим, когда появилась отрицательная тяга двигателей (из-за положения РУД ниже ПМГ), а на крыле возникли срывные явления. Самолёт упал в районе БВПП, экипаж из 8 человек — погиб. |
| 04.10.88 | 11418                                     | близ Батагая                                                | 6/6           | Заход на посадку, ошибка экипажа и служб УВД. |
| 11.10.88 | н. д.                                     | Грузинская ССР, 41 км северо-западнее а/д Сандар (Марнеули) | 8/8           | Борт ВВС 359-й ОТАЭ (Сандар). Перелёт по маршруту Сандар — Батайск — Крымск — Сандар. Метеоусловия: СМУ, нижняя кромка 800 м. При заходе на посадку столкнулся с горой высотой 1150 метров. Значительное отклонение вправо от линии заданного пути. Дежурный по приёму и выпуску самолётов, имея включёнными радиолокационные средства, самолёт по индикатору кругового обзора не наблюдал, однако дал команду на выполнение захода. Погибли 7 членов экипажа и пассажир — курсант БВВАУЛ, младший брат ПКК. |
| 12.12.88 | YU-AID                                    | Армянская ССР, близ Еревана                                 | 7/7           | Отклонился от схемы захода на посадку и врезался в автодорожный мост. Перевозил помощь пострадавшим от землетрясения в Спитаке 07.12.88. |
| 13.01.89 | 12997                                     | близ Свердловска                                            | 0/6           | Свердловский авиаотряд. Транспортный рейс Свердловск-Харьков. После отрыва произошло кратковременное короткое замыкание электропроводки в районе входной двери грузовой кабины. Командир продолжил набор высоты. Через 1 мин. 25 сек. после отрыва, при установке рычагов управления двигателями в положение номинального режима, двигатели № 3 и № 4 продолжали работать на взлётном режиме. Было принято решение вернуться на аэродром вылета. В процессе захода на посадку, для балансировки самолёта был выключен двигатель № 4. Перед приземлением командир необоснованно установил РУД в положение «земной малый газ», что привело к увеличению разворачивающего момента, так как взлётный режим двигателя № 3 не изменился. Самолёт коснулся ВПП в районе посадочных знаков, отделился от её поверхности, а при повторном приземлении коснулся правой консолью крыла, воздушным винтом двигателя № 4 и правой стороной кабины штурмана о ВПП, загорелся и сошёл на правую полосу безопасности. Экипаж спасся через форточку и разбитое лобовое стекло кабины штурмана. Второй пилот и штурман получили травмы. Самолёт сгорел. |
| 23.01.89 | 11987                                     | Кандагар                                                    | 0/н. д.       | Борт ВВС. Разбился при посадке. |
| 08.07.89 | 11875                                     | аэродром советской базы Камрань                             | 31/34         | Самолёт из Ферганы, принадлежал 194-му военно-транспортному авиаполку. Выполнялся рейс из Кимлиена (Ханой) в Хошимин (встречать Ту-154 из СССР), на борту Ан-12 находились 35 человек: дети, женщины и главный военный советник МО СРВ, а также груз — кондиционеры и матрасы. При заходе на посадку в условиях СМУ (нижняя кромка облаков 50 метров), тропического ливня и не работающего ближнего привода аэродрома самолёт вышел 300 метров левее ВПП. Командир не стал уходить на второй круг, в процессе снижения энергично довернул вправо. В результате самолёт задел дренажный колодец правой стойкой шасси, вырвав её, а затем винтом СУ № 4 ударился о покрытие ВПП — винт зафлюгировался и двигатель встал. Экипаж смог поднять повреждённый самолёт. Для выполнения аварийной посадки был выбран аэродром советской военно-морской базы (ПМТО) Камрань. Самолёт несколько часов ходил в районе аэродрома, вырабатывая топливо. Груз командир выбросить отказался. На земле в это время приводили в порядок резервную грунтовую ВПП, но командир принял решение садиться на основную БВПП. Было выполнено три захода. Перед посадкой аварийные люки экипаж не сбросил, рампу не открыл. При пролёте торца командиром был выключен двигатель № 1. Самолёт приземлился с перелётом в 800 метров левее оси ВПП, при движении сошёл на грунт. Левая стойка попала в колодец и была оторвана, передняя подломлена. Самолёт прополз на брюхе по песчаному грунту, носом зарылся в бархан и начал гореть. Прибывшая аварийная команда выломала рампу, но это ничего не дало — сорвавшийся с креплений груз кондиционеров заблокировал дверь гермокабины. Через 40 минут откопали и оторвали блистер кабины штурмана и стали доставать людей. По воспоминаниям очевидцев, люди задохнулись в дыму при пожаре, несколько человек, в основном — дети, погибли при ударе. Выжило три человека: командир, стрелок и один из пассажиров, все с тяжёлыми травмами. |
| 12.10.89 | 11229                                     | Кировабад                                                   | 4+1+2/7       | Аэродром Кировабад, ночь (19 ч. 39 мин.). Экипаж Су-24, ошибочно проехав ВПП, стал взлетать по РД с другой стороны. На РД находился перелетающий Ан-12БП, принадлежащий 978 отап (Клин) и автомобиль аэродромного обеспечения (автобус?). Взлетающий Су-24 врезался в автомобиль, затем в Ан-12, возник пожар. Штурман Су-24-го успел катапультироваться. В Ан-12-м погибли 4 члена экипажа (трое были вне самолёта и остались живы), также погибли два человека из наземного персонала аэродрома. |
| 10.08.90 | н. д.                                     | Шинданд                                                     | 83/83         | Борт Нац. воздушного корпуса Афганистана. Разбился вскоре после взлёта. |
| 26.11.90 | н. д.                                     | Алма-Ата                                                    | 8/8           | Ан-12БП 111 ОСАП 73 ВА, аэр. Тузель (Ташкент). Перелёт по маршруту: Ташкент (Восточный)-Алма-Ата. Метеоусловия — СМУ, нижняя кромка 150 м. При заходе на посадку самолёт столкнулся с землёй с вертикальной скоростью 40 м/с между БПРМ и ВПП. Погибли семь членов экипажа и пассажир. |
| 12.12.90 | 29110                                     | близ Киева                                                  | 0/17          | При заходе на посадку второй пилот ошибочно отключил все стоп-краны. Вынужденная посадка на поле с разрушением фюзеляжа. |
| 23.09.91 | 13320                                     | у Хатанги                                                   | 1/16          | При заходе на посадку в 5-6 км от ВПП закончилось топливо и двигатели остановились. Самолёт приземлился в 1450 м от ВПП, через 640 м движения по грунту столкнулся с кирпичным зданием БПРМ и разрушился. |
| 03.10.91 | 11120                                     | Казомбо                                                     | 0/н. д.       | Во время движения на грунтовую ВПП шасси самолёта попало в выбоину и было серьёзно повреждено. |
| 08.11.91 | 11129                                     | Аль-Джанейна                                                | 0/6           | Транспортный самолёт Sigi Air Cargo. Подбит огнём с земли. При посадке выкатился за пределы ВПП. Пилоты получили ранения сорвавшимися багажными тюками и были отправлены в госпиталь. Списан в 1994 г. |
| 16.11.91 | н. д.                                     | Амдерма                                                     | 22/22         | Самолёт принадлежал 24 отдельной транспортной авиационной эскадрилье Оперативной группы Дальней авиации в Арктике (Тикси). Перелёт по маршруту: Остафьево-Рязань-Воркута-Тикси для перевозки личного состава и грузов. По метеоусловиям аэр. Воркута был направлен на запасной аэродром Амдерма. В сложных метеоусловиях самолёт столкнулся с землёй при заходе на посадку в 1,5 км от аэродрома посадки. Находившееся на борту шесть членов экипажа и 16 пассажиров погибли. |
| 22.06.92 | 11896                                     | Норильск                                                    | 10/12         | Уход на второй круг, ошибка экипажа |
| 05.07.92 | CR872                                     | Слоновий перевал                                            | 19/19         | Борт ВВС Шри-Ланки. Сбит «Тамильскими тиграми». |
| 14.07.92 | 11111                                     | Иркутская область                                           | 0/7           | Ошибка экипажа, отказ техники, ошибка при техническом обслуживании |
| 14.07.92 | н. д.                                     | Нахичевань                                                  | 29/34         | Ан-12, принадлежал 535 ОСАП (Ростов-на-Дону). Рейс по перевозке военнослужащих 75 мсд и членов их семей, выполняемый в результате сложной политической обстановки в Азербайджане, возникшей после развала СССР. В процессе разбега по ВПП, по неустановленной причине, взлёт был прерван переводом РУД на 0 и последующим аварийным торможением. Самолёт выкатился за пределы ВПП и врезался в железобетонный бруствер ж/д насыпи, разрушился и загорелся. Погибли все, кроме КК и четырёх пассажиров. |
| 17.07.92 | н. д.                                     | Сана                                                        | 57/57         | Борт ВВС Йемена. Разбился на подлёте к аэродрому. |
| 24.07.92 | 11342                                     | близ Скопье                                                 | 8/8           | Заход на посадку, ошибка экипажа |
| 26.04.93 | RA-11121                                  | Луэна                                                       | 1/7           | Был подбит ракетой класса «земля-воздух», совершил вынужденную посадку на минное поле. |
| 07.08.93 | 11110                                     | Эль-Фашер                                                   | 0/23          | Экипаж потерял ориентировку при следовании на запасной аэродром. Вынужденная посадка с малым остатком топлива. |
| 20.08.93 | 11375                                     | близ Славгорода                                             | 0/7           | На 36-й секунде от начала разбега, днём в ПМУ, непосредственно перед уборкой шасси, на высоте 40-60 метров самолёт попал в крупную стаю птиц, поднявшихся с пшеничного поля по курсу взлёта, что привело к одновременному отказу и автофлюгированию 2-го и 4-го двигателей. Экипаж произвёл вынужденную посадку «перед собой» в 8 км от аэродрома, после посадки на самолёте возник пожар. |
| 23.08.93 | н. д.                                     | Волгоградская область                                       | 7/н. д.       | День, ПМУ. Ан-12 принадлежал 364 ОСАЭ ДА ВВС г. Воркута (250 АБ) СпецГруппы ВВС в Арктике (ПСО). Экипаж выполнял перелет по маршруту Энгельс — Приволжский (Астрахань). Через 40 минут после взлёта экипаж перешёл на резервное электроснабжение по причине неполадок в электросети. Далее последовательно остановились 2, 3 и затем 4 двигатель. КК принял решение выполнить аварийную посадку на ближайшем аэродроме, но при выполнении захода в аэропорт Гумрак на высоте 1700 метров встал 1-й двигатель. При выполнении вынужденной посадки вне аэродрома на пересеченную местность самолёт столкнулся с препятствиями, разрушился и сгорел, все шесть членов экипажа погибли. Причины: короткое замыкание силовой распределительной сети, приведшее к ложному срабатыванию системы автоматического флюгирования воздушных винтов и автоматическому выключению двигателей. Также выявлены множественные нарушения правил подготовки авиационной техники к полётам и недостатки в подготовке лётного состава. |
| 25.09.93 | 13387                                     | Тюмень                                                      | 0/4           | При заходе на посадку кончилось горючее, отключились 1-й и 2-й двигатели, через 7 минут отключились 3-й и 4-й. Самолёт приземлился в 7 км от аэропорта. |
| 08.02.94 | 11340                                     | Анадырь                                                     | 0/11          | На пробеге после посадки выкатился за пределы ВПП. |
| 24.02.94 | 11118                                     | близ Нальчика                                               | 13/13         | При заходе на посадку стабилизатор из-за обледенения переложился на пикирование. |
| 05.08.94 | н. д.                                     | Читинская область                                           | 47/47         | Транспортный рейс Джида-Бада-Чита. При заходе на посадку на аэродром Бада самолёт Ан-12БК, принадлежащий 36-му ОСАП, в условиях плохой видимости уклонился от курса и столкнулся с сопкой. Все находившиеся на борту — экипаж 6 человек и 41 пассажир погибли. |
| 29.10.94 | 11790                                     | близ Усть-Илимска                                           | 23/23         | Заход на посадку, причины неизвестны. |
| 14.03.95 | 11337                                     | близ Баку                                                   | 0/15          | Заход на посадку, ошибка экипажа. |
| 27.03.95 | 13340                                     | Буниа                                                       | 0/10          | Возгорание 1-го и 2-го двигателей при посадке, после которой самолёт сгорел полностью. |
| 18.11.95 | CR871                                     | близ Джаффны                                                | 5/6           | Борт ВВС Шри-Ланки. При посадке сбит огнём зенитных орудий двух канонерских лодок «Тамильских тигров». |
| 22.11.95 | RA-11008                                  | Уамбо                                                       | 0/9           | Позднее касание, самолёт выкатился с ВПП. |
| 24.02.96 | 11403                                     | близ Омска                                                  | 0/10          | Заход на посадку, ошибка экипажа, отказ техники |
| 27.02.96 | ER-ACE                                    | Северная Лунда                                              | 8/8           | Разбился при посадке в условиях ограниченной видимости. |
| 06.10.96 | RA-11101                                  | Северная Лунда                                              | 1+6/19        | Борт взят в лизинг у ГосНИИ ГА РФ. Выкатился с неосвещённой ВПП при посадке ночью и столкнулся с домом. |
| 17.12.96 | н. д.                                     | Андреаполь                                                  | 17/17         | Борт АН-12БП, принадлежал 138 ОСАП АЭР Левашово (Санкт-Петербург). Перелёт по маршруту Левашово — Андреаполь — Краснодар для доставки технического имущества и ИТС 28 ИАП с АЭР Андреаполь на АРЗ г. Краснодара. После взлёта с АЭР Андреаполь самолёт попал в снежный заряд и обледенение. В результате ошибочных действий экипажа самолёт введён в прогрессирующую раскачку по крену, со снижением поступательной скорости менее эволютивной и потерей высоты. На удалении 8 км от аэродрома взлёта самолёт с большим креном упал в лес, экипаж 6 человек и 11 пассажиров погибли. Причины: нарушение РЛЭ, выразившиеся в неиспользовании противообледенительной системы и несвоевременной уборке закрылков, перегруз на 1,5 тонны. По информации от свидетелей, перегруз самолёта был допущен под давлением командующего ЛенВО, который потребовал загрузить в самолёт свой личный автомобиль и стройматериалы для дома в Краснодарском крае. |
| 12.03.97 | D2-FVG                                    | Северная Лунда                                              | 16/13         | Разбился за 150 м до ВПП при третьем заходе на посадку в условиях тумана. |
| 13.04.97 | 11122                                     | Верхневилюйск                                               | 0/14          | Грубая посадка, разрушение шасси и выкат с ВПП. Самолёт был недопустимо перегружен. |
| 08.11.97 | 11327                                     | Брянск                                                      | 0/н. д.       | После посадки в условиях тумана сошёл с ВПП, в результате чего разрушились стойки шасси. |
| 11.12.97 | 12105                                     | Нарьян-Мар                                                  | 8+0/9         | После посадки в условиях плохой видимости столкнулся с Ми-8, который не успел покинуть ВПП. Вертолёт загорелся, его пассажиры погибли. |
| 04.02.98 | LZ-SFG                                    | Терсейра                                                    | 7/7           | После взлёта отказали двигатели № 3 и № 4. Самолёт накренился вправо, вошёл в штопор и врезался в холм рядом с ВПП. |
| 11.05.98 | 12973                                     | Луанда                                                      | 0/7           | Из-за ошибок в пилотировании совершил грубую посадку до ВПП и потерял все опоры шасси. |
| 23.07.98 | 11886                                     | Пушкин                                                      | 0/9           | После отрыва отказал двигатель № 4, самолёт ударился правым крылом о землю и упал обратно на ВПП, с которой выкатился и загорелся. |
| 11.08.98 | D2-FAZ                                    | Южная Лунда                                                 | 1/13          | При посадке взорвались шины шасси, самолёт выкатился с ВПП. |
| 26.08.98 | EW-11368                                  | Луанда                                                      | 0/13          | Разбился из-за проблем с двигателями. |
| 26.10.98 | D2-FBK                                    | Северная Лунда                                              | 4/4           | После взлёта из аэропорта Нзаже прекратил связь и пропал без вести. Возможно, был захвачен войсками УНИТА. |
| 11.11.98 | 12955                                     | Красноярский край                                           | 13/13         | Через 4 минуты после взлёта в сложных метеоусловиях (снегопад) Ан-12 упал в тайгу, при столкновении с деревьями и землей в 9 км от аэропорта полностью разрушился и сгорел. |
| 14.12.98 | UR-11319                                  | Бие                                                         | 10/10         | Был сбит войсками УНИТА. Перевозил гуманитарную помощь. |
| 17.12.98 | S9-SAT                                    | Южная Лунда                                                 | 1/10          | На ВПП выехал автомобиль, но экипаж не успел уйти на второй круг. |
| 27.12.98 | TN-AFJ                                    | Северная Лунда                                              | 4/4           | Исчез при перелёте из Луанды в Лукапу. Возможно, был сбит войсками УНИТА. |
| 20.01.99 | S9-CAN                                    | Северная Лунда                                              | 1/7           | Посадка ночью, при сильном сдвиге ветра, отбита левая стойка шасси, пожар двигателя, сложилась носовая стойка шасси, самолёт увело влево с полосы и остановился у оврага. Один сопровождающий груза при покидании самолёта попал под винты и погиб, экипаж: 5 человек живы. |
| 02.02.99 | EL-ASS                                    | Луанда                                                      | 19+11/11      | Возгорание двигателя после взлёта. При возврате на аэродром вылета упал на самый густонаселённый район Луанды. |
| 24.04.99 | 11530                                     | н. д.                                                       | н. д.         | Повреждён до степени списания. |
| 01.07.99 | TN-AFR                                    | Северная Лунда                                              | 1/5           | Сбит войсками УНИТА. Экипаж, состоявший из граждан РФ, был взят в плен. |
| 29.09.99 | LZ-SFJ                                    | Паканбару                                                   | 0/7           | Совершил посадку за 1300 метров до ВПП и разломился надвое. |
| 10.11.99 | н. д.                                     | Мбандака                                                    | 6/н. д.       | Борт ВВС ДР Конго. Уничтожен на стоянке — взорвались кассетные бомбы, которые находились в грузовом отсеке. |
| 24.03.00 | RA-11302                                  | у Коломбо                                                   | 3+6/8         | Сложные метеоусловия. При третьей попытке захода на посадку полностью исчерпалось горючее, все двигатели отключились. Самолёт потерял высоту и упал на жилые постройки, развалившись на части. |
| 15.08.00 | LZ-ITC                                    | Кисангани                                                   | 0/7           | Предположительно, разбился при посадке. Перевозил медикаменты. |
| 04.01.01 | 31242                                     | Чжэнчжоу                                                    | 6+8/8         | Борт ВВС КНР. Упал на жилой дом рядом с авиабазой из-за обледенения стабилизатора. По другим данным — столкнулся с бортом 31243, с которым летел в паре. |
| 04.01.01 | 31243                                     | Чжэнчжоу                                                    | 8/8           | Борт ВВС КНР. Упал на поле рядом с авиабазой. По другим данным — столкнулся с бортом 31242. |
| 22.05.01 | 12135                                     | Мякотино                                                    | 7/7           | Самолёт Ан-12МГА, 226 ОСАП (Кубинка). День, ПМУ. Перелёт по маршруту Ржев — Моршанск, груз — авиационный двигатель. На 7-й минуте полёта с момента взлёта самолёт потерял управляемость, и с высоты около 2600 м и в штопорном положении упал в заболоченный лес в 3 км от деревни Мякотино Зубцовского района. Экипаж погиб. Причины не установлены. |
| 16.10.01 | ER-ADT                                    | Хониара                                                     | 0/н. д.       | Ударился об воду при заходе на посадку, в результате чего повредил шасси. Экипажу удалось дотянуть до ВПП, где была совершена вынужденная посадка. |
| ??.10.01 | YA-DAB                                    | Кабул                                                       | 0/0           | Уничтожен на стоянке в ходе американского бомбового удара по аэропорту Кабула. |
| ??.10.01 | YA-DAA                                    | Кабул                                                       | 0/0           | Уничтожен на стоянке в ходе американского бомбового удара по аэропорту Кабула. |
| 27.01.02 | T-304                                     | Мошико                                                      | 5/40          | Борт ВВС Анголы.Экипаж российский — Тюменский. Из экипажа погиб штурман и много пассажиров. Разбился за 2 км до ВПП при посадке в приземном тумане и сгорел. |
| 07.02.02 | UR-LIP                                    | близ Таруданта                                              | 8/8           | Столкнулся со склоном горы в горном массиве Атлас на высоте 3000 м в 80 км от Агадира во время полёта по маршруту с грузом рыбы. |
| 15.02.02 | ER-ADL                                    | близ Монровии                                               | 1/10          | Разбился во время попытки совершить вынужденную посадку в Монровии. Перевозил оружие. |
| 30.04.02 | ST-AQP                                    | Хеглиг                                                      | 0/4           | При заходе на посадку столкнулся с птицами, отказал 4-й двигатель. Совершил посадку до ВПП и повредил шасси. |
| 15.08.02 | CR873                                     | Кадьюдува Ватта                                             | 5/5           | Борт ВВС Шри-Ланки. В ходе облёта после ТО произошло возгорание и отделение от крыла одного из двигателей, самолёт упал на рисовое поле. |
| 07.11.02 | 4K-AZ21                                   | Коме                                                        | 0/6           | Выкатился с грунтовой ВПП на пробеге. |
| 11.04.03 | 12981                                     | Средний                                                     | 0/14          | Совершил посадку до ВПП в СМУ. |
| 11.05.03 | ER-AXD                                    | Асмэра                                                      | 0/7           | Сошёл с ВПП на пробеге, получил существенные повреждения. |
| 16.05.03 | T-307                                     | Квандо-Кубанго                                              | 4/4           | Борт ВВС Анголы. Перевозил горючее на военный склад. Перед посадкой возникли технические проблемы, для устранения которых экипаж пытался долететь до другого аэродрома. |
| 27.05.03 | 9L-LCR                                    | Гома                                                        | 0/4           | Во время посадки при сильном попутном ветре выкатился за ВПП и оказался в поле лавы. |
| 24.09.03 | ST-SAR                                    | Вау                                                         | 0/н. д.       | Сошёл с ВПП на пробеге. |
| 03.11.03 | EK-11997                                  | Эль-Генейна                                                 | 0/н. д.       | Приземлился за 8 метров до ВПП, шасси было полностью разрушено, по инерции самолёт проскользил ещё 800 метров. |
| 17.11.03 | ST-SAA                                    | Вау                                                         | 13/13         | Разбился и сгорел на подлёте к аэродрому. Перевозил продовольствие и валюту из Банка Судан. |
| 11.05.04 | ST-SIG                                    | Даланг                                                      | 1/7           | Попал в грозовой фронт, разбился. |
| 26.06.04 | ST-SAT                                    | Вау                                                         | 0/5           | После взлёта столкнулся с птицами, отказали 3-й и 4-й двигатели. Вынужденно приземлился в поле, после чего полностью сгорел. |
| 03.09.04 | UR-11765                                  | Киев                                                        | 0/н. д.       | Борт АНТК им. Антонова. Выкатился с ВПП на пробеге из-за разрушения стоек шасси. |
| 05.10.04 | ST-SAF                                    | у Хеглига                                                   | 4/4           | Во время полёта экипаж сообщил о проблемах с двигателем, было решено приземлиться в Хеглиге. Чуть позже самолёт разбился в лесистой области. |
| 08.01.05 | 9Q-CIH                                    | Букалаза                                                    | 6/6           | Разбился после взлёта из-за проблем с двигателями, кроме того, самолёт был перегружен. |
| 31.03.05 | UN-11007                                  | Эль-Мукалла                                                 | 0/8           | Прерванный взлёт из-за пожара, самолёт выкатился с ВПП на 400 метров. |
| 25.04.05 | UN-11003                                  | Кабул                                                       | 0/8           | При посадке лопнула шина шасси, возникло небольшое возгорание, самолёт сошёл с ВПП. |
| 25.05.05 | 9Q-CVG                                    | Биега                                                       | 27/27         | Разбился в лесистой местности горного массива спустя полчаса после взлёта. |
| 01.06.05 | D4-ADT                                    | аэродром Нелут                                              | н. д./ н. д.  | Посадка с козлением. Самолёт врезался в полосу, взорвался и полностью разрушился . |
| 08.08.05 | T-300                                     | Северная Лунда                                              | 0/н. д.       | Борт ВВС Анголы. Разбился при посадке. |
| 04.10.05 | 9Q-CWC                                    | Ару                                                         | 2/100         | Перевозил солдат. Произвёл жёсткую посадку на грунтовую ВПП, из-за чего правая основная стойка шасси проломила фюзеляж и оказалась в грузовом отсеке. Во время эвакуации двое солдат были убиты вращающимися пропеллерами. |
| 24.01.06 | 9Q-CER                                    | Мбужи-Майи                                                  | 0/4           | Произвёл грубую посадку, в результате чего от фюзеляжа отделились обе плоскости и возникло небольшое возгорание. |
| 26.03.06 | EK-46741                                  | близ Кереджа                                                | 0/12          | После взлёта столкнулся с птицами, отказали 1-й, 3-й и 4-й двигатели. При вынужденной посадке развалился на части и сгорел. |
| 03.06.06 | н. д.                                     | Аньхой                                                      | 40/40         | Борт ВВС КНР, самолёт ДРЛО. Во время полёта дважды попал в зоны обледенения. В итоге пилоты не справились с управлением, самолёт вошёл в штопор и упал в бамбуковые заросли. На борту сверх нормы находились 11 пассажиров. |
| 07.07.06 | 9Q-CVT                                    | Саке                                                        | 6/6           | Проблемы с двигателем после взлёта. При возврате на аэродром вылета врезался в холм, развалился на части и сгорел. |
| 14.07.06 | н. д.                                     | Эль-Генейна                                                 | 0/н. д.       | Разбился при посадке. |
| 01.11.06 | 9L-LFQ                                    | Локичоггио                                                  | 0/9           | После касания с поверхностью тяжёлый самолёт начал козлить по полосе, из-за чего подломилась носовая стойка шасси. |
| 24.02.07 | ST-AQE                                    | Эль-Генейна                                                 | 0/н. д.       | Разбился при посадке. Перевозил артиллерийские орудия и боеприпасы. |
| 29.07.07 | 93912                                     | близ Домодедово                                             | 7/7           | Через 20 секунд после отрыва от ВПП, на высоте 70-75 м и скорости около 295 км/час, произошёл почти одновременный отказ обоих правых двигателей (№ 4 и № 3), вызванный попаданием в них птиц. Воздушные винты автоматически зафлюгировались. |
| 07.09.07 | 4L-SAS                                    | Гома                                                        | 8/8           | Совершил аварийную посадку, выкатился за пределы ВПП и загорелся. |
| 15.09.07 | UR-CEN                                    | Пуэнт-Нуар                                                  | 0/н. д.       | Во время запуска двигателей на стоянке произошло возгорание генератора, самолёт получил существенные повреждения от огня. |
| 29.09.07 | 9Q-CZB                                    | Кисангани                                                   | 7/7           | Пропал во время перелёта из Кисангани в Гому. Найден в 2012 году. |
| 17.10.07 | XU-365                                    | близ Пномпеня                                               | 0/5           | Во время полёта из-за утечки горючего отключились все четыре двигателя. Экипаж посадил самолёт на затопленное рисовое поле. |
| 08.11.07 | ST-JUA                                    | Хартум                                                      | 2+0/4         | Во время наборы высоты один из двигателей отключился из-за попадания в него птицы. Самолёт вернулся к аэродрому вылета, где совершил аварийную посадку. На земле погибли двое солдат. |
| 15.09.07 | EK-11660                                  | Пуэнт-Нуар                                                  | 0/н. д.       | При рулении к перрону аэропорта у самолёта отказали тормоза, и он столкнулся с Boeing 727, находившимся на стоянке. |
| 26.05.08 | 12957                                     | близ Челябинска                                             | 9/9           | Отказ техники. |
| 27.06.08 | ST-ARN                                    | Малакаль                                                    | 7/8           | Разбился во время полёта в сложных метеоусловиях. |
| 29.09.08 | T-311                                     | Луанда                                                      | 0/н. д.       | Борт ВВС Анголы. Во время руления по лётному полу разрушилась правая основная стойка шасси. |
| 10.11.08 | UR-PLV                                    | Пуэнт-Нуар                                                  | 0/н. д.       | При подлёте к аэропорту произошло возгорание силовой шины бортовой электросети. Самолёт благополучно приземлился, но после этого полностью сгорел. |
| 13.11.08 | S9-SAO                                    | близ Эр-Рамади                                              | 7/7           | Разбился вскоре после взлёта с авиабазы Аль Асад. |
| 02.01.09 | S9-SAM                                    | Шарджа                                                      | 0/6           | Во время взлёта разрушилась левая основная стойка шасси. |
| 20.02.09 | S9-SVN                                    | Луксор                                                      | 5/5           | Упал в 600—700 метрах от торца ВПП и загорелся. Вероятная причина — утечка топлива. |
| 26.08.09 | TN-AIA                                    | Браззавиль                                                  | 6/6           | При заходе на посадку просел ниже глиссады и упал на кладбище в 11 км от ВПП. |
| 21.04.10 | UP-AN216                                  | Барангай Лапут                                              | 3/6           | Разбился, фюзеляж раскололся на две части. |
| 21.07.10 | 11376                                     | Кепервеем                                                   | 0/8           | На разбеге самолёт стало сносить влево. Он сошёл с ВПП, выкатился на болотистую местность, где потерял шасси и повредил нижнюю часть фюзеляжа, после чего врезался в полутораметровый барьер около вертолётной площадки. |
| 28.07.10 | 3X-GEQ                                    | Гильменд                                                    | 0/6           | Приземлился в середине ВПП и выкатился с неё на пробеге. |
| 21.03.11 | TN-AGK                                    | Пуэнт-Нуар                                                  | 14+9/9        | Самолёт принадлежал конголезской авиакомпании «Trans Air Congo», экипаж российский. Выполнялся рейс по маршруту Браззавиль — Пуэнт-Нуар. При заходе на посадку встали 3-й и 4-й двигатели, без срабатывания системы автофлюгирования. Из-за авторотации винтов и сильного разворачивающего момента самолёт перевернулся через крыло и рухнул в районе жилого квартала города Пуэнт-Нуар (Pointe-Noire) на юге Республика Конго. Экипаж 4 человека и пятеро пассажиров погибли. На земле погибли 14 человек и 10 ранены. Причины АП — техническая неисправность воздушного судна. В 2006 году данное ВС признано негодным к дальнейшей эксплуатации. |
| 09.08.11 | RA-11125                                  | близ Магадана                                               | 11/11         | Борт ООО «Авиакомпания „Авис-Амур“». Потерпел крушение в тайге в 82 км от посёлка Омсукчан Магаданской области (около 300 километров от областного центра). По докладам экипажа, у самолёта была течь топлива и пожар одного из двигателей. Обломки разбросаны в радиусе 5 км, что, по мнению экспертов, может свидетельствовать о том, что самолёт начал разрушаться ещё в воздухе. Течь топлива образовалась в результате рассоединения (сдвига) или разрушения соединительной муфты трубопровода на участке от расходомера до насоса высокого давления первой силовой установки, более точно место течи установить не представилось возможным в связи с сильным разрушением самолёта. |
| 07.10.12 | н. д.                                     | близ Омдурман                                               | 15/22         | Западнее суданской столицы рухнул военно-транспортный самолёт Ан-12, перевозивший из Хартума в Эль-Фашер 20 солдат. |
| 19.10.12 | EK12112                                   | Шинданд                                                     | 0/6           | Разбился при посадке. |
| 09.08.13 | UR-CAG                                    | Лейпциг                                                     | 0/7           | Сгорел на стоянке во время запуска двигателей из-за разрушения ВСУ и течи топлива. |
| 09.08.13 | 1513                                      | Могадишо                                                    | 4/6           | Перевозил груз боеприпасов, разбился при заходе на посадку. Возможно, был поражён повстанцами из ПЗРК. |
| 26.12.13 | 12162                                     | Иркутск                                                     | 9/9           | Разбился при заходе на посадку на аэродром Иркутск-2. Ведётся расследование. |
| 30.08.14 | UR-DWF                                    | возле Таманрассета                                          | 7/7           | Ан-12БК принадлежал ЧАО "Авиакомпания «Украина-Аэроальянс». Выполнялся грузовой рейс: Глазго (Шотландия) — Малабо (Экваториальная Гвинея), с промежуточной посадкой в аэропорту Таманрассет (Алжир). Самолёт разбился спустя три минуты после взлёта с аэродрома Таманрассета, погибли все находившиеся на борту — пять членов лётного экипажа и два специалиста ИТС. |
| 17.07.15 | RF-94291                                  | аэропорт Челябинск                                          | 0/14          | Совершил аварийную посадку из-за отказа трёх двигателей, повреждён. |
| 04.11.15 | EY-406                                    | Джуба                                                       | 10/12 (38/40) | Ан-12БК упал при взлёте. Основная версия-перегруз самолёта. |
| 18.05.16 | 4K-AZ25                                   | Дваер                                                       | 7/9           | Самолёт азербайджанской компании Silk Way Airlines упал в Афганистане. |
| 30.09.17 | EX-001                                    | Киншаса                                                     | 10/10         | Самолёт принадлежал военным, направлявшийся в Букаву, упал по техническим причинам. |
| 04.10.19 | UR-CAH                                    | Львов                                                       | 5/8           | Выполнявший грузовой рейс из Виго в Стамбул самолёт совершил аварийную посадку на грунт в полутора километрах от торца ВПП при заходе на посадку в аэропорту Львова с целью дозаправки. |
| 10.10.19 | RA-11260                                  | Екатеринбург                                                | 0/10          | Самолёт приземлился «на брюхо», техническая неисправность шасси. |
| 02.01.20 | н. д.                                     | Эль-Генейна                                                 | 18/18         | Самолёт, следовавший в Хартум, разбился сразу после взлёта в аэропорту Эль-Генейны, административного центра Западного Дарфура, в пяти километрах от взлётно-посадочной полосы. В Дарфур он привёз медикаменты и продовольствие и совершал обратный рейс в суданскую столицу. |
| 03.11.21 | EW-518TI                                  | Иркутск                                                     | 9/9           | Белорусский самолёт авиакомпании «Гродно», выполнявший рейс Якутск — Иркутск, разбился под Иркутском, в районе села Пивовариха, неподалёку от аэродрома. Самолёт при заходе на посадку решил уйти на второй круг и пропал с радаров. |
| 16.07.22 | UR-CIC                                    | Кавала                                                      | 8/8           | Украинский самолёт авиакомпании Meridian Air Cargo перевозил 11 тонн вооружений (включая противопехотные мины) по маршруту Ниш—Амман—Эр-Рияд—Ахмедабад—Дакка, но пролетая над Грецией потерял управление и рухнул на кукурузное поле между деревнями Антифилиппи и Палеохори в районе Кавалы. Предварительная причина аварии — отказ двигателей. |
| 17.04.23 | 9988                                      | Хартум                                                      | 0/0           | Ан-12БП ВВС Судана. Уничтожен в ходе боёв в аэропорту во время вооружённого конфликта в стране. |
| 17.04.23 | 9933                                      | Хартум                                                      | 0/0           | Ан-12БК ВВС Судана. Уничтожен в ходе боёв в аэропорту во время вооружённого конфликта в стране. |
| 17.04.23 | 9977                                      | Хартум                                                      | 0/0           | Ан-12БК ВВС Судана. Уничтожен в ходе боёв в аэропорту во время вооружённого конфликта в стране. |
| 17.04.23 | 9966                                      | Хартум                                                      | 0/0           | Ан-12БК ВВС Судана. Уничтожен в ходе боёв в аэропорту во время вооружённого конфликта в стране. |
| 21.04.23 | н. д.                                     | Хартум                                                      | 0/0           | Ан-12БП ВВС Судана. Уничтожен в ходе боёв в аэропорту во время вооружённого конфликта в стране. |
| 26.03.25 | RA-11371                                  | Новый Уренгой (аэропорт)                                    | 0/8           | Во время пробега по ВПП левая основная стойка шасси разрушилась, в результате чего левая законцовка крыла коснулась снежного бруствера на краю полосы, самолет повело влево и он врезался в сугроб, повредив винты. |